# Muscle court adducteur

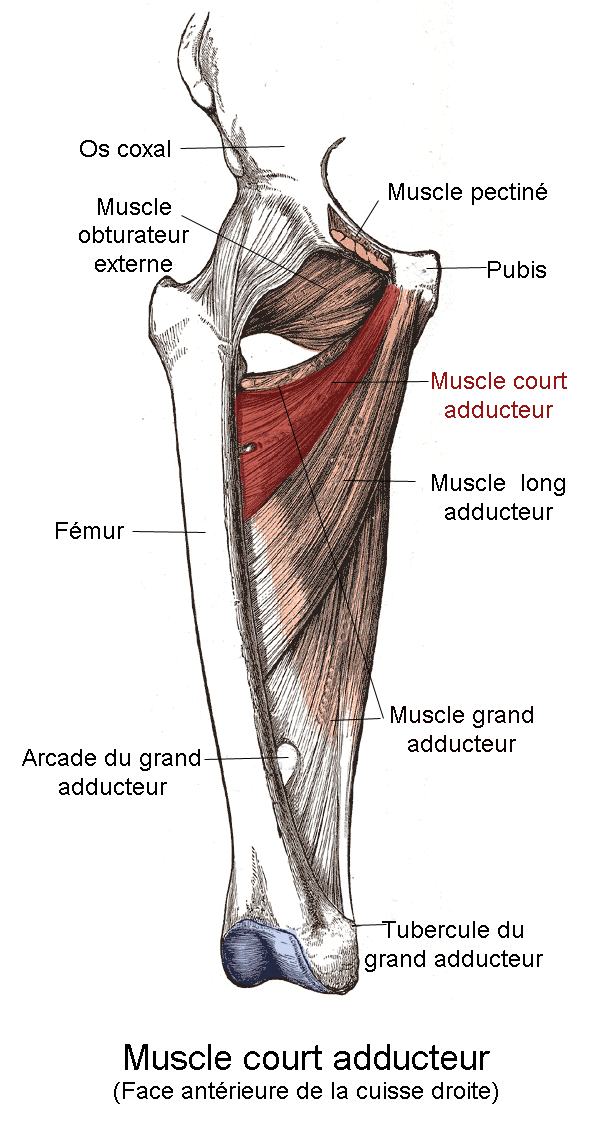
Le muscle court adducteur; faisceau supérieur (le faisceau inférieur est caché derrière le long adducteur.)

Le muscle court adducteur (ou muscle deuxième adducteur) est un muscle du membre inférieur situé dans la cuisse. Il est situé dans plan intermédiaire de la loge fémorale médiale.

## Description
Le muscle court adducteur est un muscle triangulaire qui relie l'os coxal au fémur. Il se situe dans le plan intermédiaire de la loge fémorale médiale entre le muscle long adducteur et le muscle troisième adducteur.

## Origine
Le muscle court adducteur se fixe sur la face antérieure du pubis et sur la partie supérieure de la branche ischio-pubienne sous l'origine des faisceau supérieur et moyen du muscle troisième adducteur ou muscle grand adducteur.

## Trajet
Le muscle court adducteur se déploie en éventail en bas et en dehors en se divisant en deux faisceaux supérieur et inférieur en direction du bord postérieur du fémur.

## Terminaison
Le faisceau supérieur  s'insère entre les lèvres médiale et latérale de la trifurcation de la ligne âpre en dehors de la ligne pectinéale du fémur.
Le faisceau inférieur s'insère entre les deux lèvres de la partie moyenne de la partie moyenne de la ligne âpre en dessous de la ligne pectinéale du fémur

## Innervation
Le  muscle court adducteur est innervé par les rameaux antérieur et postérieur du nerf obturateur.

## Vascularisation
Le  muscle court adducteur est vascularisé par les branches perforantes de l'artère obturatrice.

## Anatomie fonctionnelle
Le  muscle court adducteur est adducteur et rotateur externe de la cuisse.

## Antagonistes
Les muscles fessiers et le muscle pyramidal du bassin.

## Galerie

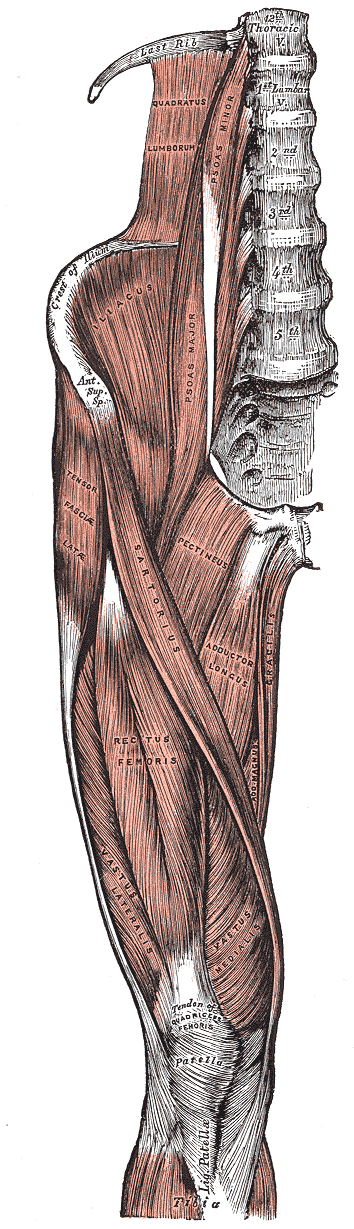
Muscles de la face antérieure de la cuisse et du bassin.
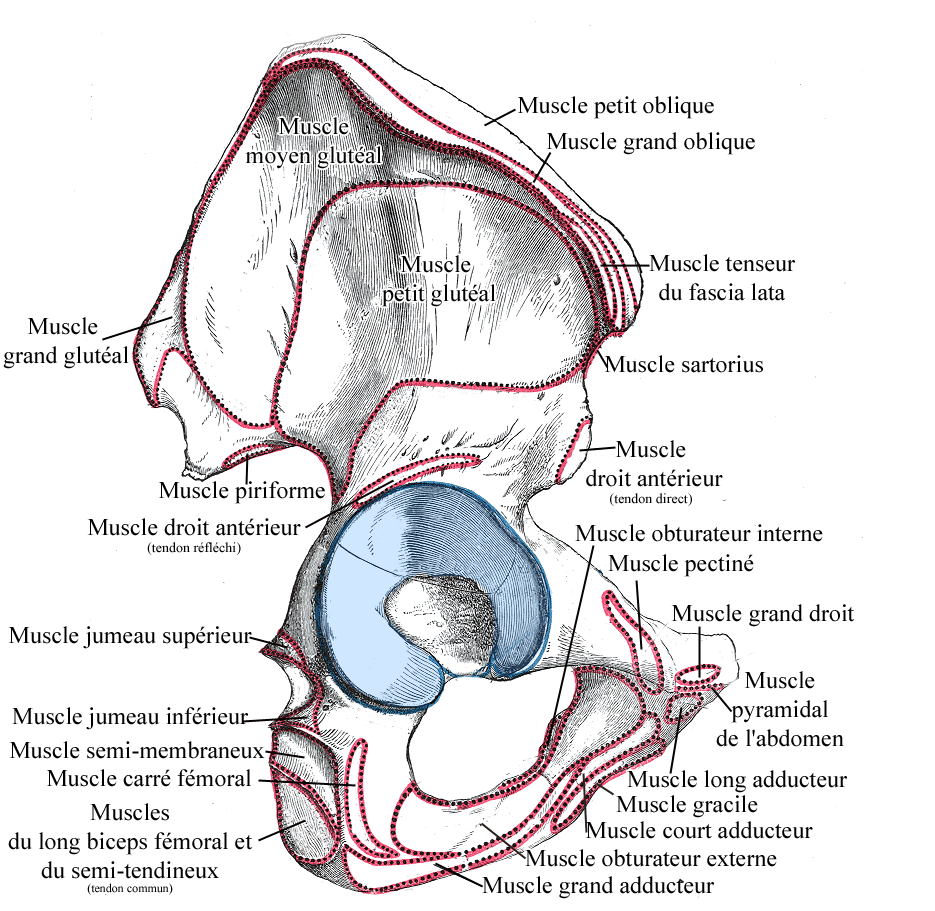
Os coxal, face latérale ; insertions musculaires
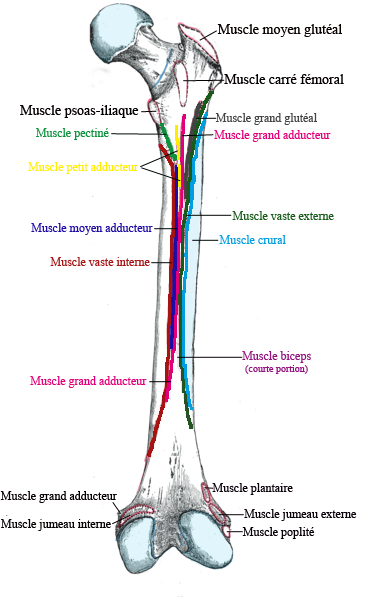
Face postérieure du fémur droit. Insertions musculaires

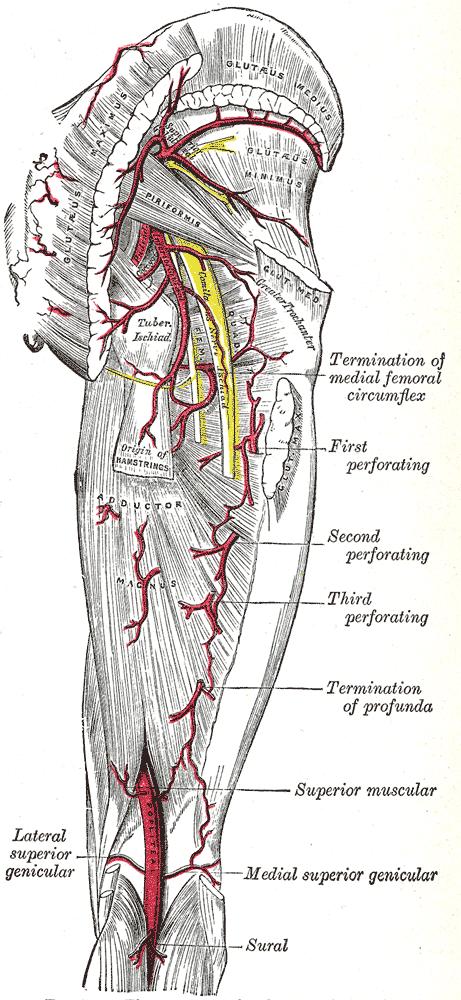
Les artères de la face postérieure de la fesse et de la cuisse.
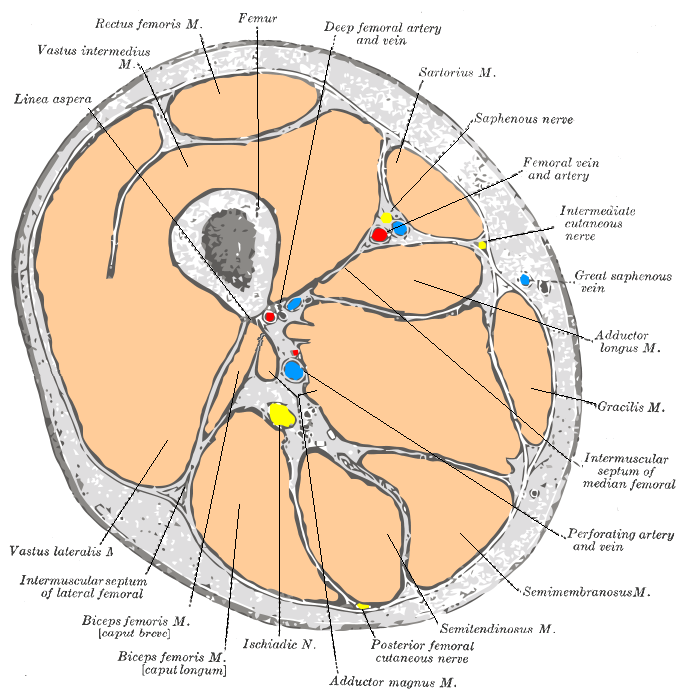
Section transversale de la cuisse. Tiers moyen.
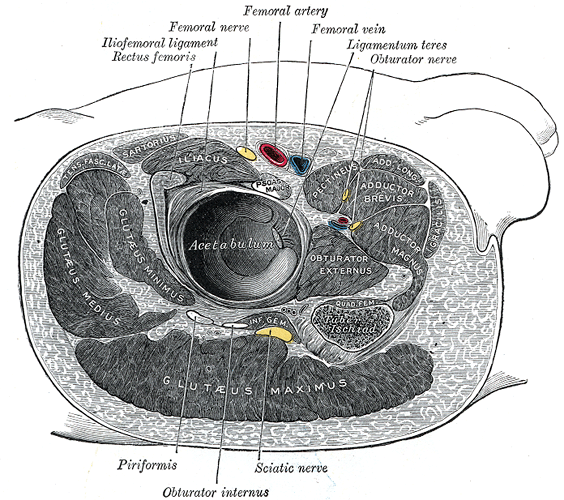
Coupe sagittale de la hanche, sujet couché sur le dos.